# Kim Collins (Eishockeyspieler)
Kim Collins (* 7. Januar 1962 in Qualicum Beach, British Columbia; † 30. Oktober 2024 in Deggendorf) war ein kanadischer Eishockeyspieler und -trainer. Er war zuletzt Cheftrainer des Deggendorfer SC aus der DEL2.

## Karriere

### Als Spieler
Collins begann seine Karriere an der Bowling Green State University, wo er für das dortige Eishockeyteam in der Collegeliga Central Collegiate Hockey Association aktiv war. Während des NHL Entry Draft 1980 wurde er von den Verantwortlichen der Los Angeles Kings in der zehnten Runde an insgesamt 199. Stelle ausgewählt. Collins spielte bis 1983 an der Universität, ehe er in die Atlantic Coast Hockey League zu den Pinebridge Bucks wechselte. Für die Bucks absolvierte er 58 Ligapartien und erzielte dabei 67 Scorerpunkte. Des Weiteren trug er siebenmal das Trikot der Fort Wayne Komets in der International Hockey League.
Im Sommer 1984 wechselte er nach Deutschland in die damals dritthöchste Liga, die 2. Liga, zur EA Kempten, für die er eine Saison aktiv war. Anschließend schloss er sich 1985 dem EHC Klostersee an. Dort stand Collins, mit einer einjährigen Unterbrechung in der Saison 1991/92, neun Jahre im Kader. Während der Saison 1995/96 schloss sich der Verteidiger den Augsburger Panthern aus der Deutschen Eishockey Liga an, wo er seine ersten zehn DEL-Partien machte und dabei viermal punkten konnte. Im Sommer 1996 beendete er seine aktive Eishockeykarriere im Alter von 34 Jahren.

### Als Trainer
Nach dem Ende seiner aktiven Zeit als Eishockeyspieler, engagierte sich Collins als Trainer. So stand er zwischen 1996 und 1998 beim Deggendorfer SC in der Oberliga und zwischen 1999 und 2002 in der DEL bei den Schwenninger Wild Wings an der Bande. Von 2007 bis 2008 betreute er die slowenische EBEL-Mannschaft HK Acroni Jesenice, wurde dort jedoch vorzeitig entlassen. Im Jahr 2008 kehrte er, nach einem zweimonatigen Intermezzo beim SC Riessersee, nach Schwenningen zurück und arbeitete dort erneut als Cheftrainer. Nach dieser Saison 2008/09 wechselte Collins nach Österreich und zu den Black Wings Linz. Ein Jahr später führte Collins die Black Wings Linz zum Vizemeistertitel. Jedoch kam es in der Saison 2010/11 zum Ausscheiden im Playoff-Viertelfinale und Collins wurde entlassen. Nach der Entlassung von Norbert Weber trainiert er seit 28. Dezember 2011 vorübergehend Deggendorf Fire. Zur Saison 2012/13 ging sein Weg zurück in die Schweiz in die NLB zum HC Sierre. Seit der Saison 2013/14 trainiert Collins die Mannschaft des EHC Visp in der NLB, mit denen er sogleich in seiner ersten Saison den Gewinn der Meisterschaft feierte. Auf Anfang Dezember 2015 wurde Collins beim EHC Visp freigestellt und von Gil Montandon als Headcoach abgelöst.
Wenige Wochen nach seiner Entlassung in Visp übernahm er das Amt des Cheftrainers beim HC Pustertal in Südtirol und führte die Mannschaft 2017 in das Playoff-Finale der Serie A, wo der HCP Ritten Sport unterlag.
Am 20. Juni 2017 gab die DEL2-Mannschaft der Eispiraten Crimmitschau seine Verpflichtung als Cheftrainer und Sportlichen Leiter in Personalunion bekannt. Nach einer Niederlagenserie wurde er im Januar 2019 entlassen und übernahm wenige Tage später die DEL2-Mannschaft des Deggendorfer SC. In der Saison 22/23 trainierte Collins den damaligen Landesligisten ESC Vilshofen.